# Матвієво (Темниковський район)
Матві́єво (рос. Матвеево, ерз. Матвеево) — село у складі Темниковського району Мордовії, Росія. Входить до складу Аксьольського сільського поселення.
Населення — 34 особи (2010; 71 у 2002).
Національний склад (станом на 2002 рік):
- росіяни — 94 %